# Dave Holland (bubeník)
Dave Holland (rodným jménem David Holland; * 5. dubna 1948, Wolverhampton, West Midlands, Anglie – 16. ledna 2018) byl anglický rockový bubeník, nejvíce známý jako člen heavymetalové skupiny Judas Priest v letech 1979–1989.

## Diskografie

### The Liberators
- Jeden singl (1965)

### Finders Keepers
- „Sadie, The Cleaning Lady“ (singl)

### Trapeze
- Trapeze (1970)
- Medusa (1970)
- You Are the Music...We're Just the Band (1972)
- The Final Swing (1974)
- Hot Wire (1974)
- Live at the Boat Club (1975)
- Trapeze (1976)
- Hold On také Running (1978/1979)
- Welcome to the Real World (1993)
- High Flyers: The Best of Trapeze (1996)
- Way Back to the Bone (1998)
- On the Highwire (2003)

### Glenn Hughes
- Play Me Out (1977)

### Justin Hayward
- Songwriter (1977)
- Night Flight (1980)

### Judas Priest
- British Steel (1980)
- Point of Entry (1981)
- Screaming for Vengeance (1982)
- Defenders of the Faith (1984)
- Turbo (1986)
- Priest...Live! (1987)
- Ram It Down (1988)
- Metal Works '73–'93 (1993)
- The Best of Judas Priest: Living After Midnight (1996)
- Metalogy (2004)
- The Essential Judas Priest (2006)